# Běhařov
Běhařov település Csehországban, a Klatovyi járásban. Běhařov Nýrsko, Pocinovice, Janovice nad Úhlavou és Dlažov településekkel határos. Lakosainak száma 179 fő (2024. január 1.).

## Galéria

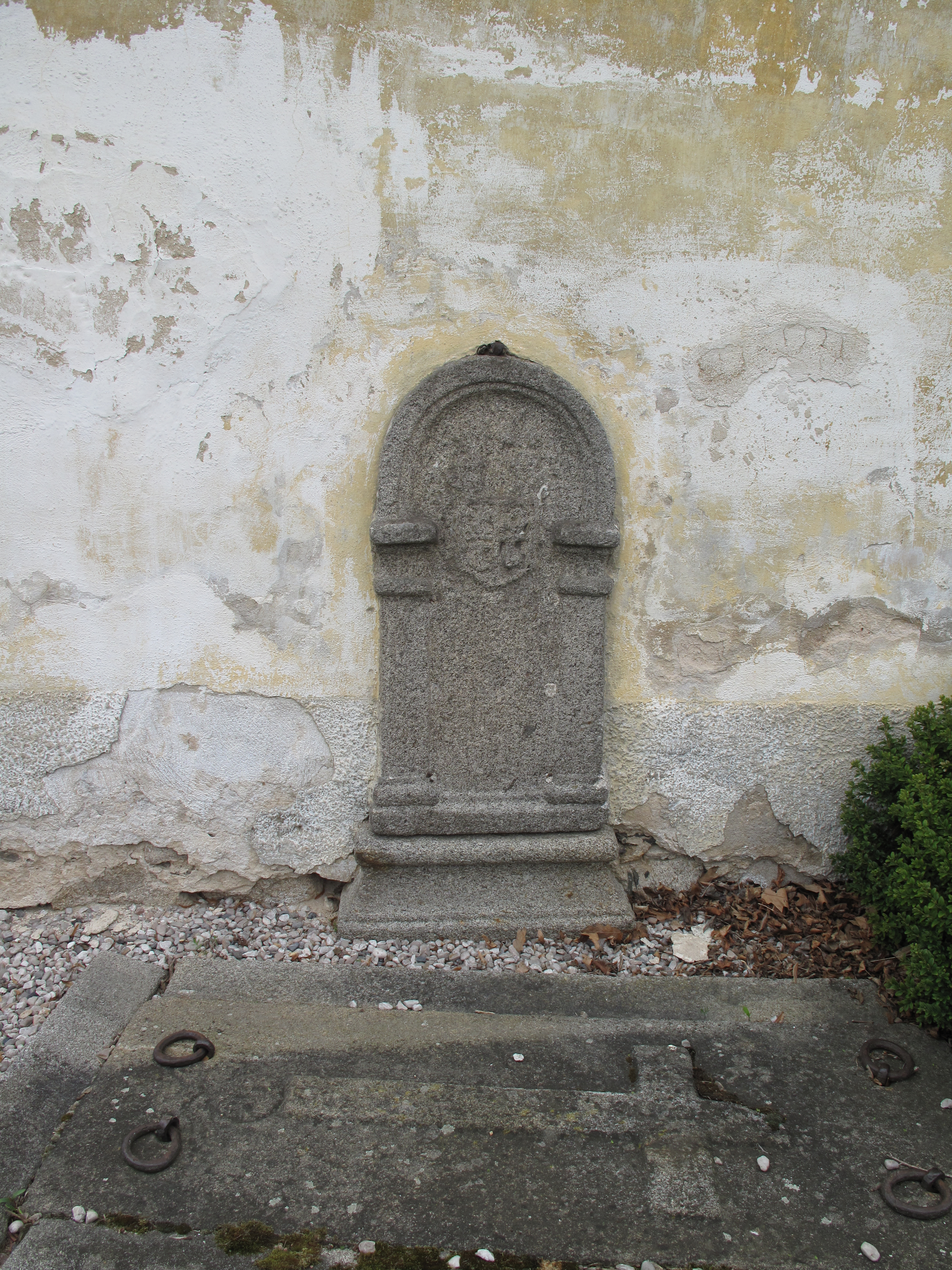
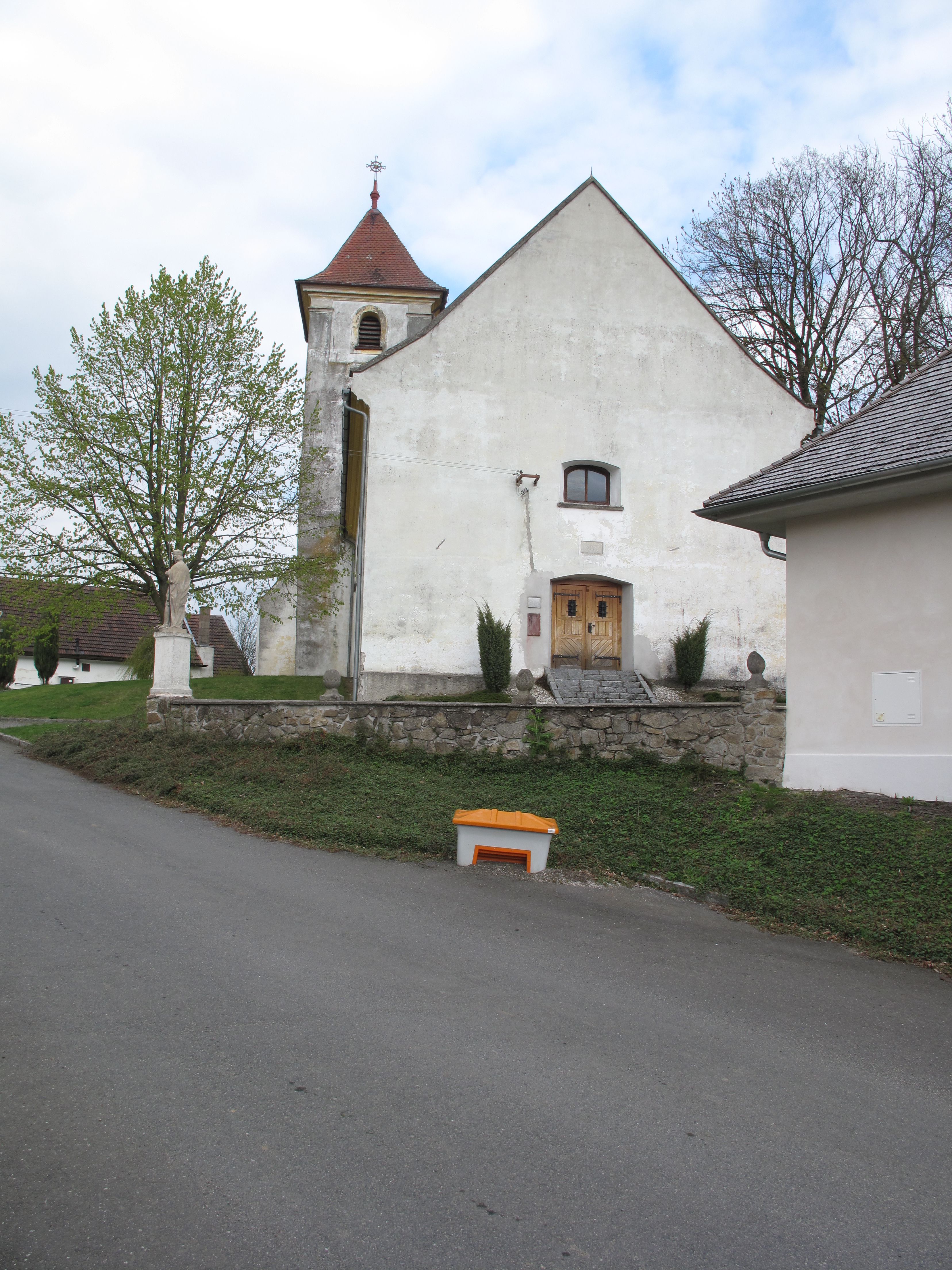
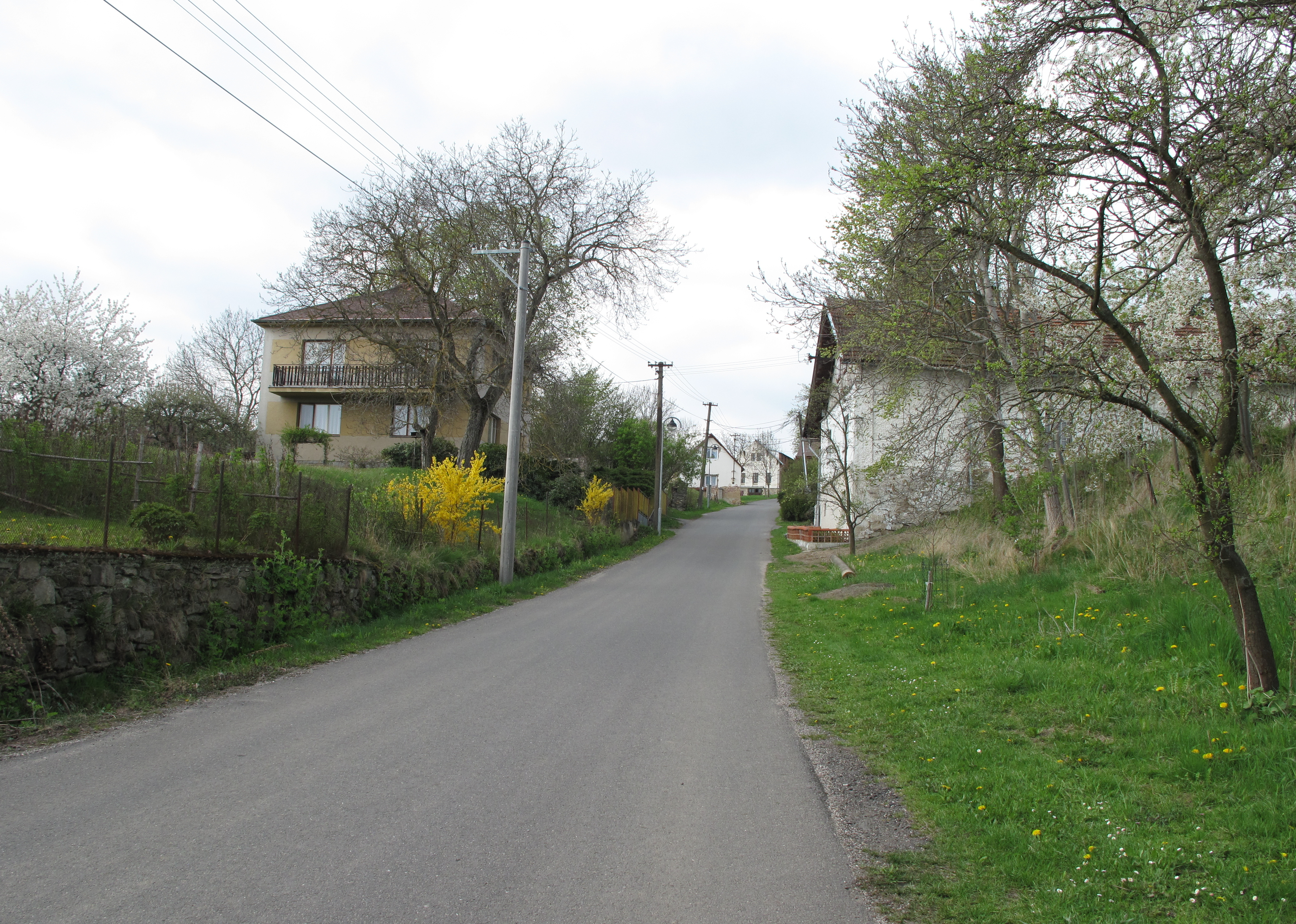

## Népesség
A település lakosságának változását az alábbi diagram mutatja:
| Lakosok száma | 514  | 475  | 479  | 262  | 179  | 221  | 215  | 221  | 166  | 179  |
|               | 1869 | 1900 | 1921 | 1961 | 1980 | 2011 | 2016 | 2019 | 2021 | 2024 |